# Manfred Scheuer
Mons. Manfred Scheuer (* 10. srpna 1955, Haibach ob der Donau) je rakouský římskokatolický kněz a současně biskup Lince.

## Život
Narodil se 10. srpna 1955 v Haibach ob der Donau. Roku 1974 maturoval na Bischöfliches Gymnasium Petrinum a začal studovat teologii v Linci. V letech 1976 až 1981 na Papežské Gregoriánské univerzitě v Římě pokračoval ve studiu. Dne 10. října 1980 byl kardinálem Josephem Schröfferem vysvěcen na kněze. Následně do roku 1985 působil jako kaplan diecéze Linec. Od roku 1985 do roku 1988 byl na Freiburské univerzitě asistentem Institutu dogmatiky a ekumenismu. Roku 1989 zde dokončil svou disertaci.
Učil v různých městech např. v Linci, Freiburgu, Salcburku a Sankt Pöltenu. Byl postulátorem diecézního procesu blahořečení Franze Jägerstättera.
Dne 21. října 2003 jej papež Jan Pavel II. ustanovil diecézním biskupem Innsbrucku. Stal se nástupcem Aloise Kothgassera, který se dne 27. listopadu 2002 stal arcibiskupem salcburským. Biskupské svěcení přijal 14. prosince 2003 z rukou arcibiskupa Aloise Kothgassera a spolusvětiteli byli biskup Maximilian Aichern a biskup Reinhold Stecher.
Dne 18. listopadu 2015 se stal nástupcem Ludwiga Schwarze v Linci.